# 志學館大学ラグビー部
志學館大学ラグビー部（しがくかんだいがくらぐびーぶ、Shigakukan Univ Rugby Football Club）は2015年現在、九州学生ラグビーフットボールリーグ2部リーグに所属する志學館大学のラグビー部。略称は志學館（しがっかん）。2006年、創部わずか5年目にして早くも1部リーグに昇格を果たし、昇格1年目のシーズンの順位決定トーナメントでは九州大学に勝利してAグループ昇格を決めた。

## タイトル
- 全国地区対抗大学ラグビーフットボール大会 : 0回　（出場1回）

## 在籍した選手
- 隈本浩太 - HO・PR、宗像サニックスブルース所属 / 都城高校出身）

## 所在地
- 鹿児島県霧島市隼人町内1904-1